# リーガル千太・万吉
リーガル千太・万吉（リーガルせんた・まんきち）は、昭和期に活躍した漫才コンビ。

## 概要
2人共に柳家金語楼一座に属する落語家であった（千太のみ金語楼の弟子でなおかつ金語楼とは同い年）。落語時代の二人の音源は、「ご存知古今東西落語紳士録」に残っている。
結成のきっかけには二説ある。
金語楼は吉本興業の芸人であり、上方・吉本のしゃべくり漫才、横山エンタツ・花菱アチャコの成功を間近で見た。それに触発され、試しにこの2人に高座で掛け合いを演じさせて漫才コンビに仕立てたという説。そして、2人の雑談を面白がった日本コロムビアのディレクターが漫才転向を薦めたという説がある。
1934年に正式に漫才コンビ結成、日本コロムビアの廉価レーベルであるリーガルレコードの専属になり、リーガルの屋号を名乗る。戦時中は敵性語の使用禁止で柳家千太・万吉に暫時改名した。
レコードは売れに売れ、別名義で他社から発売した分も含め吹き込んだSP盤は200枚に達し、東京漫才界の最高を記録。戦後はラジオにも活躍の場を広げ、『やきとり』『ぺり住まい』等の演目を十八番とした。サラリーマン同士の会話のような淡々とした掛け合いを基調とする芸風で、共に落語家出身らしい間と口調は今なお高い評価を得ている。
2008年10月29日、東京漫才を顕彰する“東京漫才の殿堂”への殿堂入りが漫才協会によって発表された。

## リーガル千太
リーガル 千太（リーガル せんた、1901年7月2日 - 1980年5月10日）東京都出身、本名：富田 寿。立ち位置は右。
13歳で早稲田の本屋に奉公、年季明け直後にトラブルで今度は別の古本屋に勤める、のちに古本屋が繁盛し社員になる。その頃に寄席通いが長じて1926年9月に柳家金語楼に入門、前座名「金洲」。1930年に日本芸術協会設立で師匠と行動を共にし、「緑朗」に改名。なお、この「緑朗」は現在名跡として六代目柳家小さんが預かっている。
万吉の単独引退に伴い、ピンで漫談をしたり、大江笙子と組んで漫才を再開したりした後、1969年頃に芸能界を引退し、落語協会事務員に転向した。晩年は、東宝演芸場のモギリなども行っていたようだが、自分の弟子である春日三球・照代の真打ち披露興行には列席した。

## リーガル万吉
リーガル 万吉（リーガル まんきち、1894年12月12日 - 1967年7月30日）東京都出身、本名：寄木 昇。
- 立ち位置は左。明治の末頃から2代目談洲楼燕枝の門で柳亭雀枝、1918年5月に3代目柳家小さんの門で柳家小団治、1925年5月に桂やまとを経て、同年10月に柳家金語楼の門で柳家梧楼を名乗った。落語家の前座時代は端唄や問答などを得意とした。
- 漫才研究会（社団法人漫才協会の前身）会長を務めたが、病気のため1962年10月6日に日比谷公会堂で引退興行し、ひっそりと余生を送った。

## 受賞
- 1960年（昭和35年） 文部省芸術祭奨励賞受賞『やきとり』

## 映画
- カミナリお転婆娘（1961年、日活）
- 音楽二十の扉（1948年、大映）

## DVD
- 昭和達人芸大全〜笑芸・喜芸・すっとこ芸〜 DVD-BOX（2003年、ポニーキャニオン、JANコード 4988013472501）

## 弟子
- リーガル天才・秀才
- 春日三球
- ハウゼ畦元[3]（千太の弟子）